# Istituto culturale mocheno

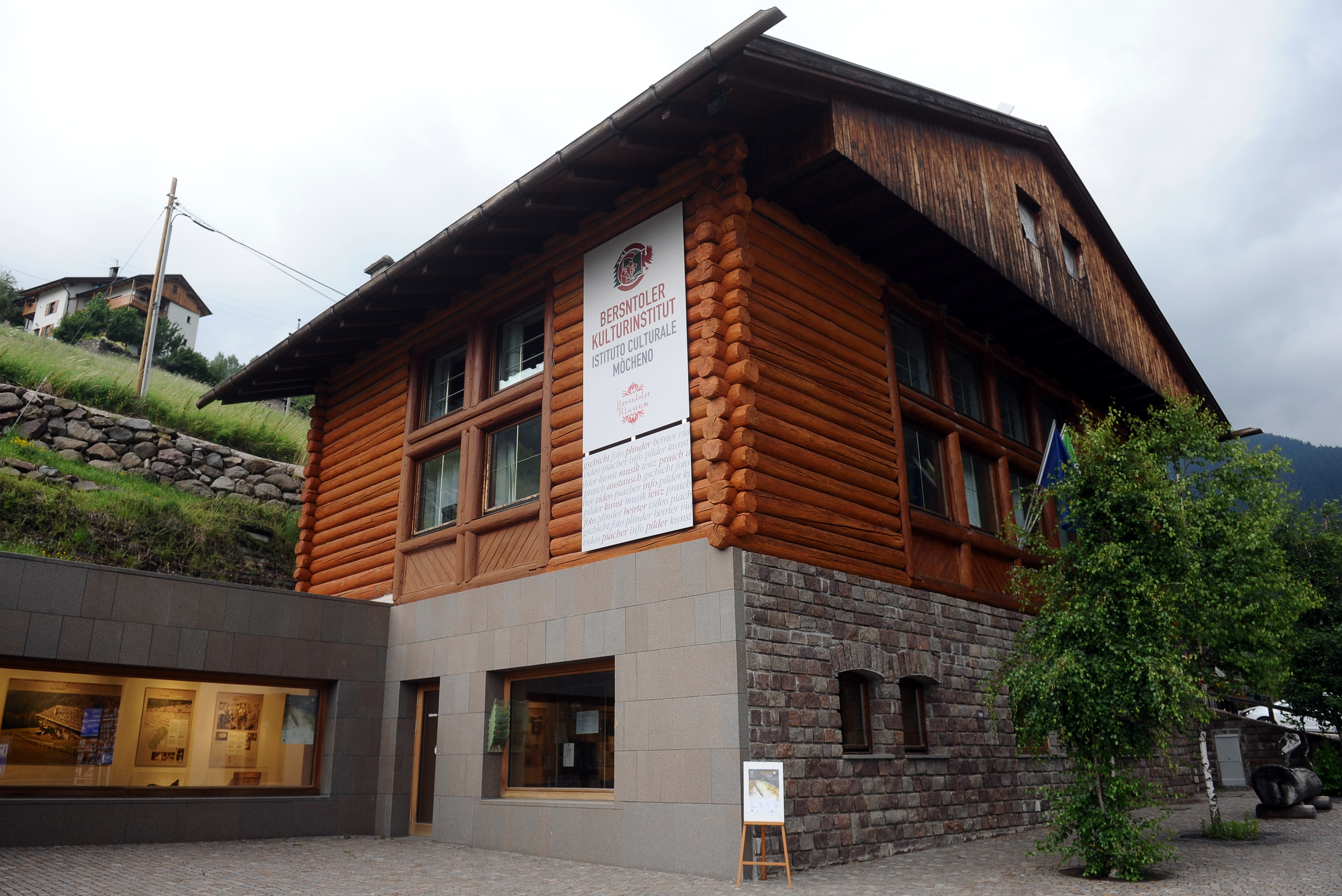
La sede dell'Istituto culturale mocheno.

L'Istituto culturale mocheno (Bersntoler Kulturinstitut) è un ente, con sede a Palù del Fersina in provincia di Trento, fondato dalla Provincia autonoma di Trento con lo scopo di studiare, salvaguardare e valorizzare la cultura, la lingua e l'identità della comunità mochena storicamente insediata nei comuni di Frassilongo, Fierozzo, Palù del Fersina e Sant'Orsola Terme.

## Principali attività
L'Istituto realizza ricerche di carattere storico, etnografico e linguistico, pubblicazioni divulgative e scientifiche e produzione di video di documentazione volti a promuovere la lingua e la cultura locale.
L'Istituto cura progetti di comunicazione per la diffusione della lingua attraverso i media con la pubblicazione di una propria rivista quadrimestrale LEM in tre lingue (italiano, tedesco e mòcheno), la trasmissione Sim to en Bersntol e analoghe produzioni televisive e la pubblicazione della pagina di giornale Liaba Lait.
L'Istituto, all'interno della sua sede, ha un allestimento permanente dedicato alla lingua e cultura della minoranza mòchena. Gestisce inoltre alcune sezioni sul territorio di musei etnografici, il Filzerhof (maso) e la De Sog van Rindel (segheria alla veneziana) a Fierozzo/Vlarotz e la Mil (mulino ad acqua) a Roveda/Oachlait.
Nella sua sede organizza mostre temporanee (le principali: 
- 2011 Krumer. Storia di commerci in terre lontane;
- 2012 Musil en Bersntol. La grande esperienza della guerra in Valle dei Mòcheni.

È membro dell'associazione "Comitato Unitario isole linguistiche storiche germaniche in Italia" e dell'associazione Linmitech.